# IC 589
IC 589 ist eine linsenförmige Galaxie vom Hubble-Typ S0-a im Sternbild Sextant südlich der Himmelsäquators. Sie ist schätzungsweise 441 Millionen Lichtjahre von der Milchstraße entfernt und hat einen Durchmesser von etwa 90.000 Lichtjahren.
Im selben Himmelsareal befindet sich u. a. die Galaxie NGC 3110.
Das Objekt wurde am 9. März 1893 vom französischen Astronomen Édouard Stephan entdeckt.